# Charles Viatte
Pour les articles homonymes, voir Viatte.
Charles Viatte, né le 18 mars 1911 à Liebvillers (* Charles Viatte, (Liebvillers, Doubs, 18 mars 1911 - Cannes, 19 février 1978), homme politique français ;
) et décédé le 19 février 1978 à Cannes (Alpes-Maritimes), est un homme politique français.

## Biographie
Issu d'une famille d'agriculteurs, Charles Viatte entre en 1927 à l'école normale d'instituteurs de Besançon, puis poursuit ses études à l'école normale supérieure de Saint-Cloud, dont il sort en 1933. Surveillant à l'école normale de Versailles tout en poursuivant des études de sciences, il est professeur à l'Institut Colbert de Tourcoing en 1935, avant de faire son service militaire.
Rendu à la vie civile en 1937, il est professeur au Lycée de Lons-le-Saunier et obtient l'agrégation de mathématiques en 1939.
Il s'engage alors dans le militantisme syndical, en adhérant au tout nouveau Syndicat général de l'éducation nationale, affilié à la CFTC.
Mobilisé en 1939, il est blessé en juin 1940.
Délégué département du secours national en 1942, il est en lien avec la résistance et s'engage dans l'Entraide française. Il est aussi collaborateur de la revue Temps nouveaux, dirigée par le père Chaillet.
Membre du Mouvement Républicain Populaire, il mène la liste de ce parti pour l'élection de la première constituante dans le Jura. Élu député avec 42,3 % des voix, réélu en juin et novembre 1946, il suit pour le MRP la mise en place de la sécurité sociale, domaine qui concentre l'essentiel de ses interventions à l'assemblée.
Proche collaborateur de Robert Lacoste, président du groupe MRP, il est rapporteur de projets de loi à de nombreuses reprises, et globalement, un parlementaire très actif.
Parallèlement, il collabore à la revue Droit social, de sensibilité démocrate-chrétienne, dans laquelle il publie de nombreux articles.
Réélu en 1951, il dépose de nombreux rapports tous relatifs aux questions sociales, et est encore plusieurs fois rapporteur de projets de loi.
En 1955, il est élu président de la commission de l'éducation nationale de l'assemblée.
Réélu en 1956 malgré une baisse de son résultat électoral, il est toujours aussi actif pendant cette courte législature.
En 1958, il décide de quitter la vie politique et ne se représente pas aux législatives. Il reprend alors un poste d'enseignant au lycée de Saint-Cloud, tout en continuant de publier de nombreux articles.
En retraite en 1971, il s'installe à Indevilliers, puis à Saint-Tropez, où il meurt à l'âge de soixante-six ans.